# Santa Marta de Tormes
Santa Marta de Tormes là một đô thị ở tỉnh Salamanca, tây Tây Ban Nha, thuộc cộng đồng tự trị Castile và Leon, ngoại ô tỉnh lỵ Salamanca, cách trung tỉnh lỵ 3 km. Dân số năm 2008 là 14.315 người.
Đô thị này có diện tích 10,01 km². Đô thị này nằm bên sông Tormes.
Đô thị này nằm ở khu vực có độ cao mét trên mực nước biển.
Mã số bưu chính là 37900.